# جائزة الولايات المتحدة الكبرى 2003
جائزة الولايات المتحدة الكبرى 2003 (بالإنجليزية: 2003 United States Grand Prix)‏ هو سباق فورمولا 1 أقيم بتاريخ 28 سبتمبر 2003 في إنديانابوليس. كان الخامس عشر من أصل 16 في بطولة العالم لسباقات الفورمولا واحد موسم 2003. حلّ الألماني مايكل شوماخر أولا بينما جاء الفنلندي كيمي رايكونن في المركز الثاني وحصل على المركز الثالث الألماني هاينز هارالد فرينتزين.